# Cañada de Bustos
Cañada de Bustos es una localidad del estado mexicano de Guanajuato. Es parte del municipio de Guanajuato.

## Demografía
| Gráfica de evolución demográfica |
|                                  |

| Censo | Población |
| ----- | --------- |
| 1900  | 220       |
| 1910  | 532       |
| 1921  | 389       |
| 1930  | 965       |
| 1940  | 596       |
| 1950  | 671       |
| 1960  | 787       |
| 1970  | 920       |
| 1980  | 1 298     |
| 1990  | 1 917     |
| 2000  | 2 543     |
| 2010  | 3 275     |
| 2020  | 3 833     |